# Kamienica przy placu Dominikańskim 2 w Krakowie
Kamienica przy placu Dominikańskim 2 – zabytkowa kamienica znajdująca się w Krakowie, w dzielnicy I przy placu Dominikańskim 2, na rogu z ulicą Stolarską 17, na Starym Mieście.
Według strony Narodowego Instytutu Dziedzictwa kamienica została wybudowana w 1550 roku, a według internetowej strony gminnej ewidencji zabytków kamienica została wzniesiona w XIX wieku. Również według NID-u w drugiej połowie XVI oraz na przełomie XVIII i XIX wieku kamienica była przebudowywana. W 1911 roku odbyła się nadbudowa czwartego piętra kamienicy zgodnie z projektem Henryka Lamensdorfa.
19 czerwca 1967 kamienica została wpisana do rejestru zabytków. Znajduje się także w gminnej ewidencji zabytków.